# Gegolfde lichtmot
De gegolfde lichtmot (Anania crocealis) is een vlinder uit de familie van de grasmotten (Crambidae). De wetenschappelijke naam van de soort werd, als Pyralis crocealis, in 1767 gepubliceerd door Jacob Hübner. De spanwijdte van de vlinder bedraagt tussen de 22 en 25 millimeter. De soort overwintert als rups.

## Synoniemen
- Pyralis crocealis Hübner, 1796 (basioniem)
  - Ebulea crocealis (Hübner, 1796) (typesoort van dat geslacht)
  - Mimudea crocealis (Hübner, 1796)

## Waardplant
De gegolfde lichtmot heeft heelblaadjes, donderkruid en wilgalant als waardplanten.

## Voorkomen in Nederland en België
De gegolfde lichtmot is in het zuiden van Nederland en in België een vrij gewone soort; in het noorden van Nederland wordt hij (vrijwel) niet gezien. De vliegtijd is van juni tot halverwege september.